# Dobrzenice

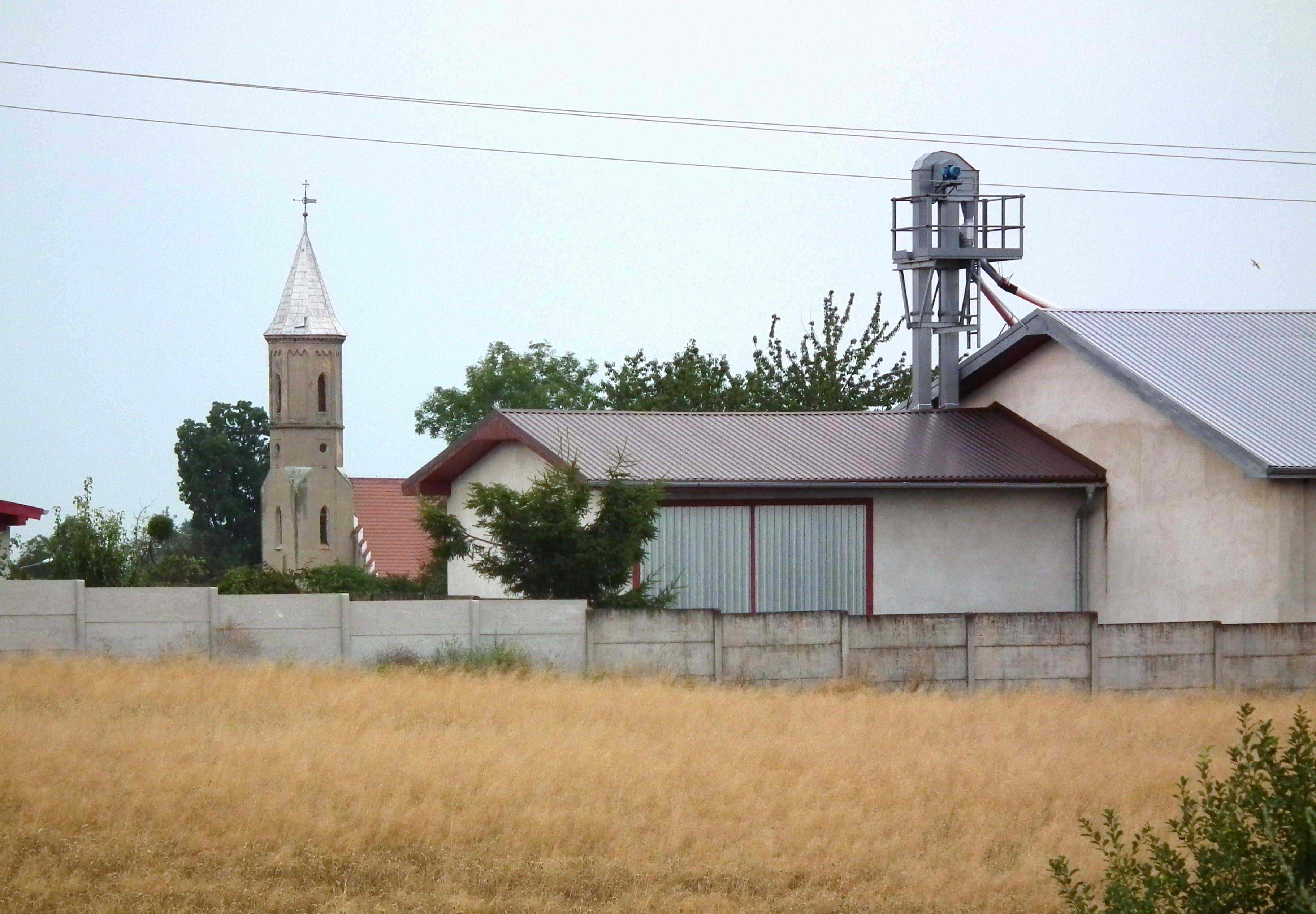
Dobrzenice

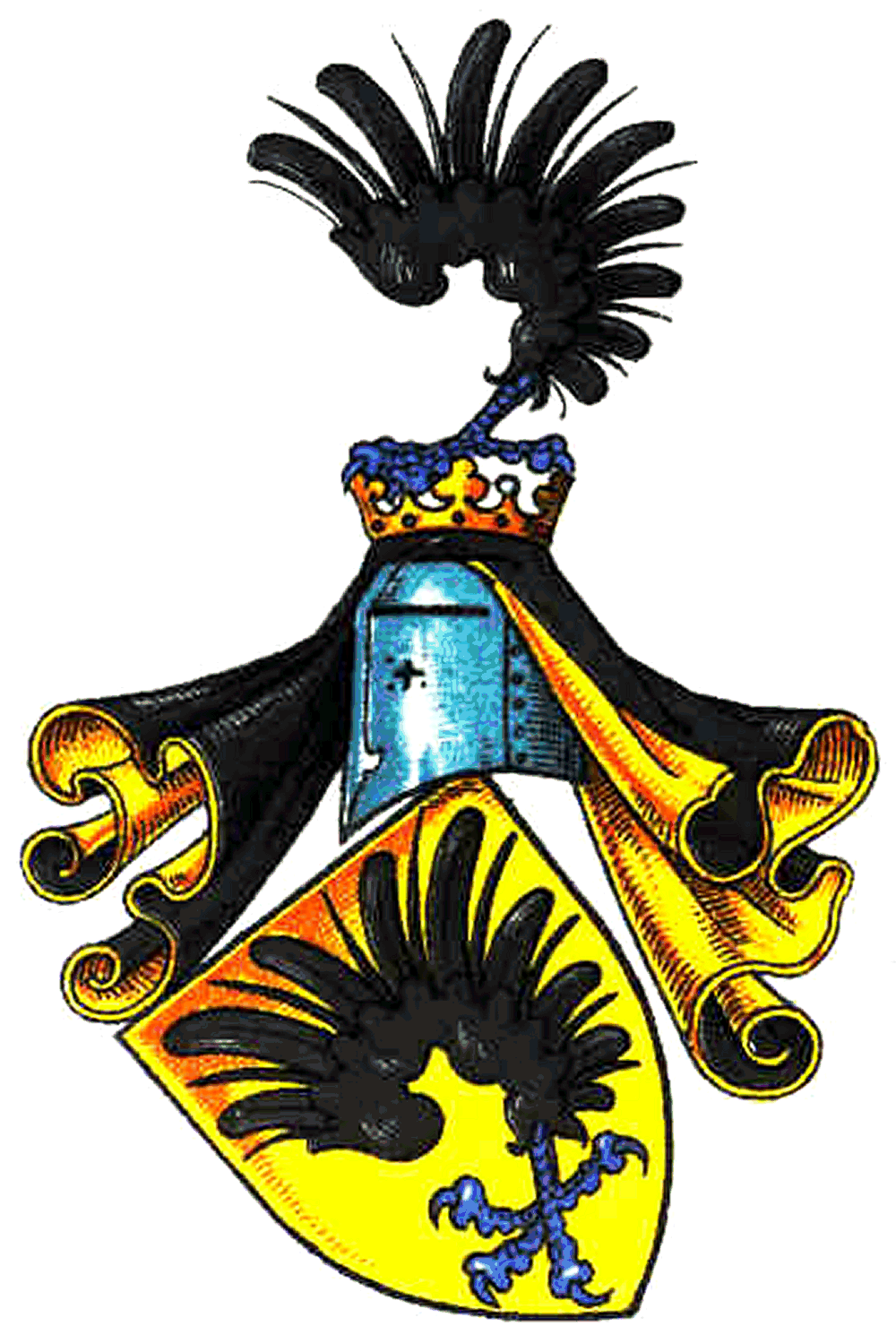
Stammwappen derer von Siegroth

Dobrzenice (deutsch Siegroth) ist ein Ort in der Landgemeinde Ciepłowody (Tepliwoda) im Powiat Strzeliński (Kreis Strehlen) der Woiwodschaft Niederschlesien in Polen.

## Lage
Dobrzenice liegt etwa fünf Kilometer nördlich von Ciepłowody (Tepliwoda), 16 Kilometer nordöstlich von Ząbkowice Śląskie (Frankenstein) und 48 Kilometer südlich von Breslau.
Nachbarorte sind Brochocin (Dürrbrockuth) im Westen, Jakubów (Jakobsdorf) und Zarzyca (Reichau) im Osten, Błotnica (Blottwitz) im Norden und Ciepłowody (Tepliwoda) im Süden. 

## Geschichte
Die sogenannten Scherniggräben in der Nähe von Siegroth, lassen auf eine Besiedlung des Gebietes in grauer Vorzeit schließen. Möglicherweise wurde der Ort im 13. Jahrhundert von deutschen Siedlern gegründet. Siegroth gehörte zum Herzogtum Brieg und vormals Sitz eines Erzpriesters für das größere und kleinere Archipresbyterat Nimptsch, dem 38 Pfarrkirchen im Umland unterstanden. In der Rechnungslegung des Apostolischen Nuntius von 1335 bis 1342 wird der Ort als Zigridowicz erwähnt. Zwei Herrschaften besaßen den Ort, in Ober- und Nieder-Siegroth unterteilt. 
1519 starb Hans von Stosch auf Ober-Siegroth im Alter von 119 Jahren, wie sein Grabstein in der Kirche von Siegroth bezeugen soll. Durch Einheirat gelangte es an die Herren von Unwürde. 1554 starb Hans von Unwürde und Neuhaus und wurde ebenfalls in der Kirche von Siegroth bestattet. Seit 1701 gehörte Ober-Siegroth dem Julius Heinrich von Vippach. Auch sein Grabstein ist in der Kirche von Siegroth zu finden. 1714 verpachtete sein Sohn Julius Friedrich von Vippach zusammen mit seinen unmündigen Geschwistern Ober-Siegroth an Ernst Friedrich von Nimptsch auf Ober-Johnsdorf. Später waren die Dominien einem Herren gehörig. Nach dem Ersten Schlesischen Krieg 1742 fiel Siegroth an Preußen und wurde in den Kreis Nimptsch eingegliedert. 1783 bestand Siegroth aus zwei Anteilen die dem Johann Ernst von Vippach gehörten:
1. Oberdorf, mit einer evangelischen Kirche, einem Vorwerk, einem Pfarr- und Schulhaus und 13 Gärtnern
2. Niederdorf, mit einem Vorwerk, zwei Wassermühlen und elf Gärtnern

Siegroth unterstand der Kriegs- und Domänenkammer Breslau, bis es im Zuge der Stein-Hardenbergischen Reformen 1815 dem Regierungsbezirk Reichenbach der Provinz Schlesien zugeordnet wurde. 1830 zählte Siegroth 56 Häuser, zwei herrschaftliche Vorwerke und 285 Einwohner, davon sieben katholisch und der Rest evangelisch. Ober-Siegroth besaß eine evangelische Kirche, eine evangelische Schule mit einem Lehrer, eine Brauerei und eine Brennerei. Im Ort wurde Obstanbau betrieben. 1845 waren es 45 Häuser, zwei herrschaftliche Vorwerke, 328 überwiegend evangelische Einwohner (sieben katholisch), eine evangelische Pfarrkirche im Oberdorf mit Pfarrwidum unter dem Patronat der Grundherrschaft, eine evangelische Schule, vier Wassermühlen mit neun Einwohnern, eine Brauerei, eine Brennerei, vier Leinwebstühle, sieben Handwerker, ein Kramer und ein Höcker. Grundherrin war Josephine Freiin von Saurma.
1874 wurde Siegroth in den neu gebildeten Amtsbezirk Ruschkowitz eingegliedert. 1913 hatte Siegroth 240 evangelische und 49 katholische Einwohner. Nach der Auflösung des Kreises Nimptsch kam Siegroth 1932 zum Landkreis Strehlen. 1937 wurden Jakobsdorf, Plottnitz und Wonnwitz nach Siegroth eingemeindet.
Als Folge des Zweiten Weltkriegs fiel Siegroth 1945 mit dem größten Teil Schlesiens an Polen. Nachfolgend wurde es in Dobrzenice umbenannt. Die deutschen Einwohner wurden – soweit sie nicht schon vorher geflohen waren – vertrieben. Die neu angesiedelten Bewohner waren teilweise Zwangsumgesiedelte aus Ostpolen, das an die Sowjetunion gefallen war.

## Sehenswürdigkeiten
- Die römisch-katholische Filialkirche St. Maria Rosenkranz (polnisch Kościół filialny pw. Matki Bożej Różańcowej) war bis 1945 eine evangelisch-lutherische Pfarrkirche. Es ist anzunehmen, dass die Kirche in Ober-Siegroth seit der zweiten Hälfte des 13. Jahrhunderts besteht. Mit dem Einzug der Reformation wurde sie um das Jahr 1530 evangelisch. 1613/14 erfolgte ein Umbau. Die Kirchenbücher beginnen mit dem Jahre 1661.[14] Bis 1698 waren die Kirchen von Siegroth und Reichenau einem Geistlichen zur Aufsicht anvertraut. Von 1689 bis 1701 blieb das Gotteshaus gesperrt[15] und von 1701 bis 1707 zeitweise einem katholischen Priester überlassen. 1776 erfolgte eine Reparatur des Kirchendaches. Ende des 19. Jahrhunderts wurde die Kirche um einen steinernen Turm erweitert. Zur evangelischen Parochie Siegroth waren gepfarrt: Siegroth, Jakobsdorf, Brockuth, Wonnwitz, Strachau, Plotnitz und Roschwitz.[16] Katholisch war Siegroth nach Nimptsch gepfarrt.

## Persönlichkeiten
- Friedrich von Logau (1605–1655), deutscher Dichter des Barocks, in der Kirche von Siegroth getauft